# No Place for Bravery
No Place for Bravery é um jogo de RPG de ação 2D desenvolvido pelo estúdio Glitch Factory e publicado pela Ysbryd Games. Foi lançado para Microsoft Windows e Nintendo Switch em 22 de setembro de 2022.
O estilo de combate é inspirado em Sekiro. Segundo os desenvolvedores do jogo, o enredo do jogo é baseado em experiências reais dos próprios desenvolvedores sobre a importância das figuras paternas e as implicações de longo alcance de suas decisões. 
A narrativa é focada em Thron, um homem atormentado por pesadelos do passado que arrisca uma perigosa aventura para salvar sua filha sequestrada.

## Recepção
No site agregador de resenhas Metacritic, o jogo recebeu uma pontuação de 70 de 100 com base em 12 resenhas para a versão Switch e 66 de 100 com base em 8 resenhas para a versão do Windows.
Khee Hoon escreveu ao Polygon que o jogo "se deleita com a violência e aspereza de suas batalhas". O editor criticou a violência excessiva do jogo e também a dificuldade das batalhas: "Parece que o desenvolvedor Glitch Factory tirou as lições erradas da obra do criador de Dark Souls, Hidetaka Miyazaki, todo um gênero de jogos que prosperam em combates desafiadores, mas ainda permanecem tecnicamente justo".